# Sagú (fécula)

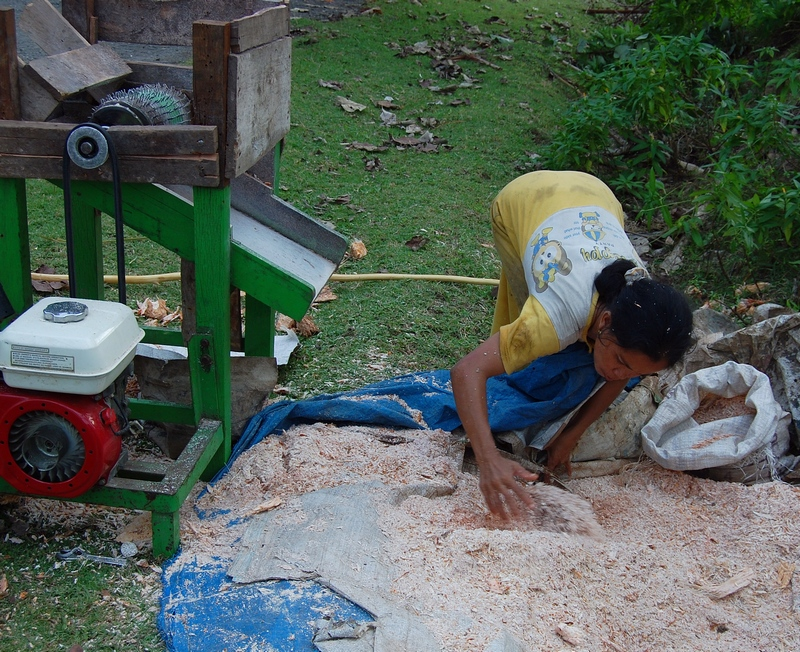
Molienda del sagú en Indonesia.

El sagú es una especie de palmera de hojas grandes, con frutos ovoides, cuyo tronco tiene forma de tubérculo del cual se extrae un almidón o fécula en forma de harina, perlas o bolitas de fécula que se usan para cocinar, acompañar o espesar alimentos, especialmente sopas, purés, mazamorras o pudínes.
Originalmente se conoce como sagú la fécula producida de la médula de la palmera Metroxylon sagu, en la isla de Nueva Guinea. Se tala un tronco de la palma, se extraen las fibras del corazón, se filtran y los bloques obtenidos se decantan en una suspensión, después de lo cual se pueden amasar y cocinar o someter antes a moliendas o procesos de perlado.
También se lo obtiene en Melanesia. Micronesia y Polinesia del corazón del tronco de otras palmas del género Metroxylon, como Metroxylon vitiense.  En el sureste de Asia se produce sagú de la médula de dos especies del género Cycas (Cycas circinalis y Cycas revoluta) cuyo almidón debe ser sometido a un proceso previo al consumo para eliminar la neurotoxina conocida como cicasina.  En algunos lugares de Sudamérica se extrae almidón de la palma Mauritia flexuosa, en pequeña escala.
También puede ser producido de las féculas obtenidas de los tubérculos farináceos de diversas plantas, como la Maranta arundinacea y la yuca (Manihot esculenta). Durante de la Segunda Guerra Mundial se producían estas bolitas de la fécula de patata.